# 大洛杉矶地区
大洛杉矶地区（英語：Greater Los Angeles Area）又称南部地区（Southland），指的是美國加利福尼亚州南部的一个横跨5个县的大型联合统计区（一组联系较为紧密的大都市地区）。这5个县分别是洛杉矶县、奥兰治县、圣贝纳迪诺县、里弗赛德县和文图拉县。
大洛杉矶是整个20世纪美国人口增长最快的地区之一，虽然进入21世纪后其人口增长速度有所放缓，但是根据2010年美国人口普查，洛杉矶都会区约有1280万居民，而整个大洛杉矶地区则拥有超过1780万居民，并且2011年统计的人口数已经达到1810万，无论是按哪一个统计数字，洛杉矶都会区都是仅次于纽约都会区的全美第二大都会区，也是世界上最大的大都会区之一。
大洛杉矶地区从地理上主要是以洛杉矶市及其周边城市为核心的一系列城市群，美国人口调查局对大洛杉矶地区的定义为包括洛杉矶都会区、文图拉县、奥兰治县以及整个因兰恩派尔地区（包括圣贝纳迪诺县和里弗赛德县的大片未经开发人口稀少的地区）组成的“洛杉矶-长滩-里弗赛德”联合统计区。“大洛杉矶地区”并不包括圣迭戈县和因皮里尔县，从地区上这两个县也没有与洛杉矶及其周边城市地区相连接。
根据美国人口调查局的统计，洛杉矶都会圈的总面积为4,850平方英里（12,561.442平方），而大洛杉矶地区总面积则达33,954平方英里（87,940.456平方），是美国面积最大的都市圈，不过，这个区域有超过一半位于人烟稀少的圣贝纳迪诺县和里弗赛德县东部地区。大洛杉矶地区不但是世界上最大的娱乐产业中心，也是一个全球性的商业、国际贸易、教育、媒体、时尚、旅游、科学技术、体育和运输中心。
经济上，大洛杉矶地区是美国第二，世界第三大城市经济体，仅次于东京都会区和纽约都会区，是一个国际性的金融、娱乐、媒体、文化、教育、科学、旅游中心，年经济总量超过7700亿美元。

## 地理

### 城市形态

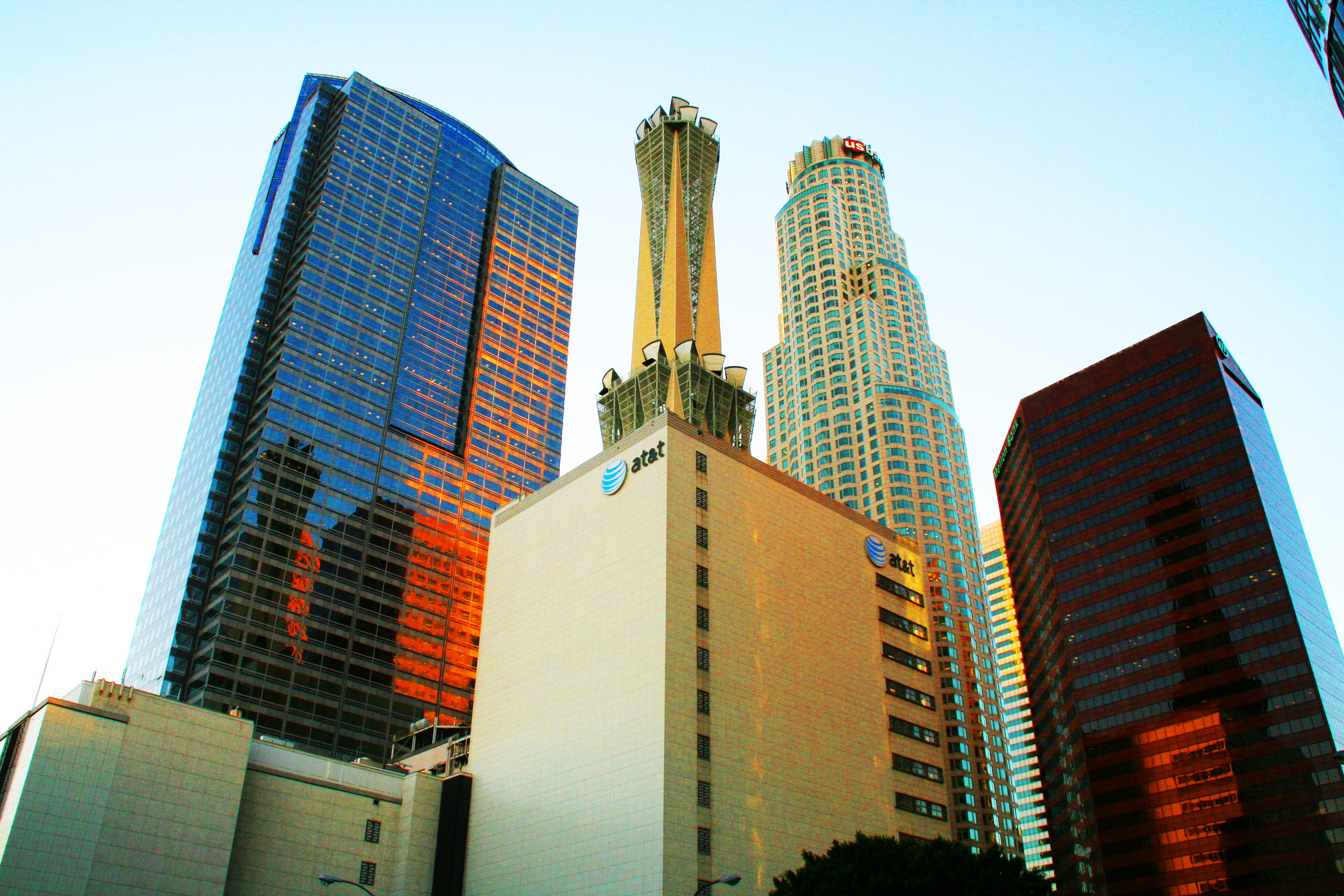
洛杉矶市中心的摩天大楼

洛杉矶有着积累了很长时间的蔓延名声，目前这一过程仍然在进行中，根据美国2000年人口普查，洛杉矶-长滩-圣安娜城市化地区（不包括大洛杉矶地区内的内陆帝国部分）的陆地面积约为1,668平方英里（4,320平方），平均人口密度约为7,068名居民每平方英里（2,729名居民每平方），是全美人口最稠密的城市化地区。而“纽约-纽华克”城市化地区陆地面积约为3,353平方英里（8,684平方），平均人口密度为5,309每平方英里（2,050每平方），虽然总人口数超过洛杉矶，但人口密度上却为不及。

### 特征
“大洛杉矶地区”指都会区域或合并区域，而“南部地区”的说法则更为含糊。一般来说，南部地区的说法更多出现于地方媒体。这一地区的就业不仅是局限于市中心区域，在中心以外的地区也有许多的工作机会。由此，许多人都因为他们的工作和日常生活在城市与郊区之间反复流动，很多人都要前往远离洛杉矶市的其他城市。
与其他许多都会区不同的是，大洛杉矶仍然有着区域认定上的问题。许多当地居民并不认同各个不同县、市相当于是一个大整体。比如说，洛杉矶县和橙县一起组成了一个较小一些的都会统计区，但两个县的人口无论是在政治和金融方面都有较大区别。橙县的居民经常自视为洛杉矶地区的一份子，超过6%的居民都会前往洛杉矶工作，但洛杉矶的居民则仅有1.63%前往橙县工作。而西里弗赛德县和圣贝纳迪诺县的大部分居民则都会到洛杉矶县或橙县寻找工作。

### 边界

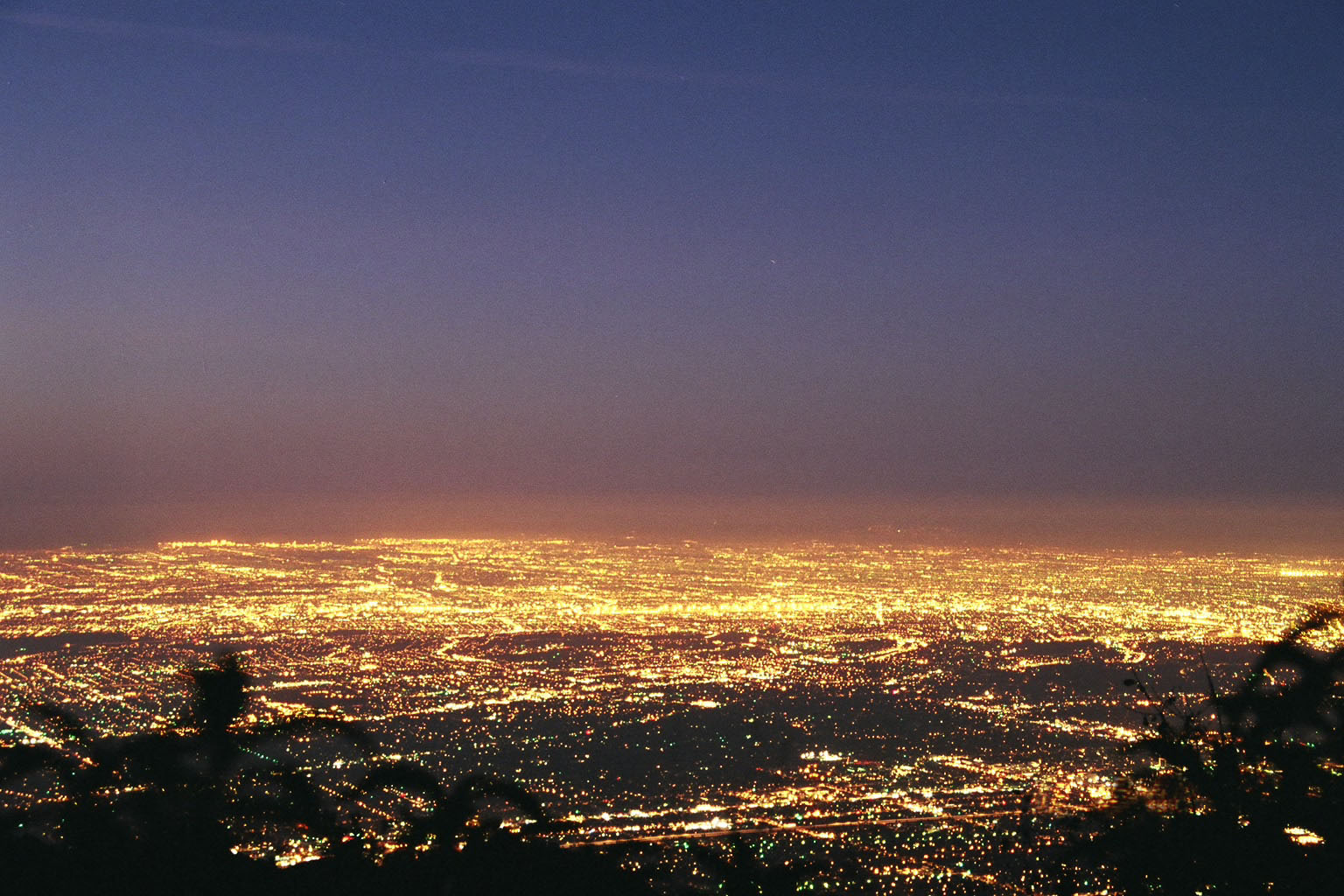
黎明时分的洛杉矶盆地

#### 洛杉矶
根据2010年美国人口普查，洛杉矶拥有380万人口，是美国人口仅次于纽约的第二大城市，也是整个大洛杉矶地区的焦点。洛杉矶是一个国际性的金融、娱乐、媒体、文化、教育、科学、旅游中心，也是最世界最强大且最具影响力的全球城市之一。

#### 洛杉矶县
洛杉矶县是美国人口最多的一个县，超过四分之一的加利福尼亚州人口都居住在这个县，位于中心区的洛杉矶市是县治所在，由于城市发展过程中不断吞并周边的小镇，洛杉矶市以及整个洛杉矶县内的区域划分边界线变得非常复杂。许多城市被洛杉矶市完全包围起来，并且经常被认为是该市的一个部分，尽管它们实际上都是相互独立的区域。比如圣莫尼卡和比佛利山就完全被洛杉矶市包围起来并被认为是该市西区的一个部分。

#### 橙县
橙县与洛杉矶县共同组成了洛杉矶都会区，大洛杉矶地区的核心。该县大部分地区都是郊区，并没有严格意义上的城市中心。

#### 文图拉县
文图拉县与橙县类似，也主要都是郊区，其主要的开发和增长都是通过洛杉矶。不过该县的北部主要是大片未经开发的洛斯帕德雷斯国家森林。该县的中部和南部原本都是太平洋沿岸的小城镇，但是自美国第101号公路进行扩充至圣费尔南多谷后，总体规划所涉及的城市开始快速发展，整个县的城市化水平越来越高。如今，文图拉县已经成为大洛杉矶地区富裕家庭居住的地区，如西米谷、绍曾德奥克斯等。

#### 内陆帝国
内陆帝国包括圣贝纳迪诺县和里弗赛德县是一个快速增长的城郊型地区，拥有大量在洛杉矶或橙县工作的居民。这一地区原本是重要的柑橘生产中心，并在20世纪早期发展为重要的工业区。
在加利福尼亚州66号国道和之后的10号州际公路完成后，内陆帝国也成为了一个重要的交通中心。

## 人口数据

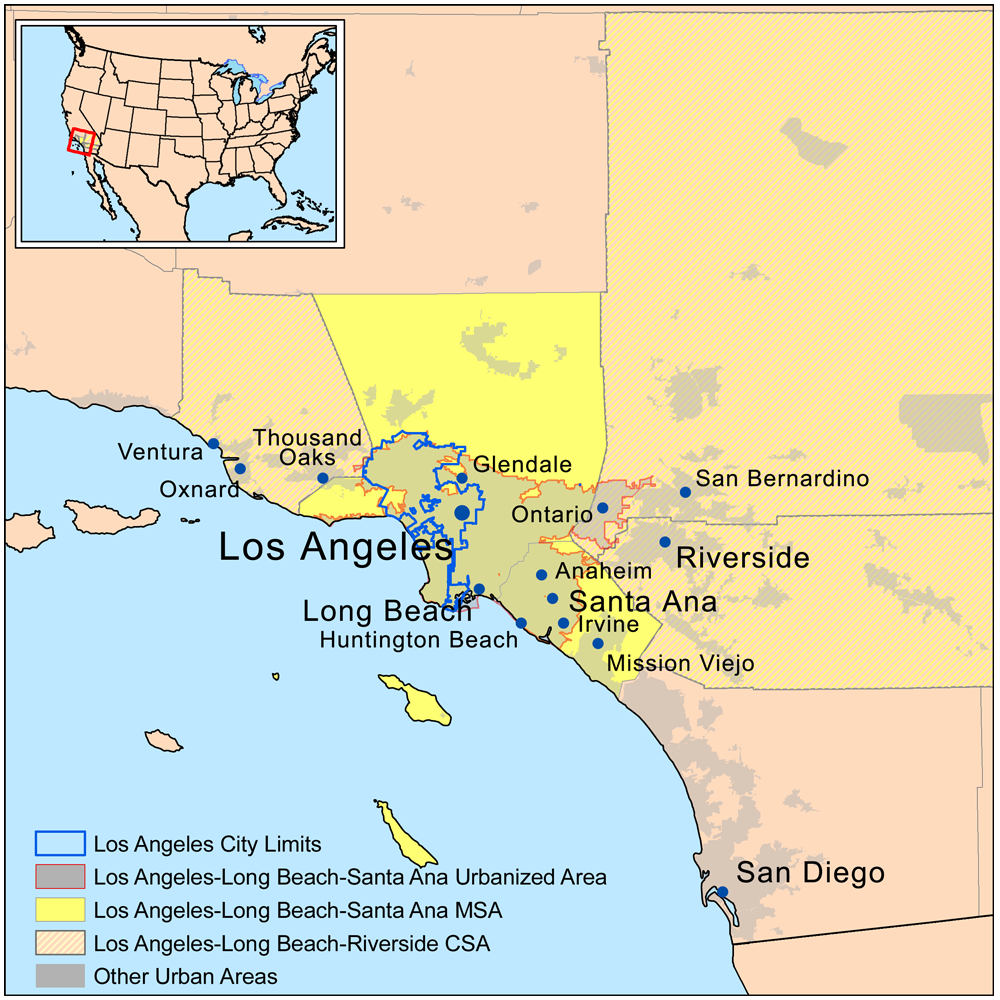
显示出联合统计区、都市统计区和城市区的南部地区地区

### 联合统计区
大洛杉矶联合统计区包括整个洛杉矶县、橙县、文图拉县、圣贝纳迪诺县和里弗赛德县和，其中后两个县人口较稀少的东部地区并没有包括在大洛杉矶地区中。根据2010年美国人口普查，这一大片地区的居民总数超过整个加利福尼亚州的一半。

### 都市统计区
洛杉矶都会区包括洛杉矶县（2010年人口为986万2049人）和橙县（2010年人口为301万759人），这一地区被美国人口调查局定义为“洛杉矶–长滩–圣安娜都市统计区”。根据2010年美国人口普查，整个洛杉矶都会区人口为1287万2808人。
除了洛杉矶-长滩-圣安娜都市统计区外，以下的其它都市统计区也被包含在洛杉矶-长滩-里弗赛德联合统计区中：奥克斯纳德-绍曾德奥克斯-文图拉都市统计区（2010年人口79万7740），这一统计区完全位于文图拉县以内；里弗赛德–圣贝纳迪诺–安大略都市统计区（2010年人口411万5871）则由里弗赛德县（2010年人口210万零516）圣贝纳迪诺县（2010年人口201万5355）组成。

#### 洛杉矶–长滩–圣安娜都市统计区

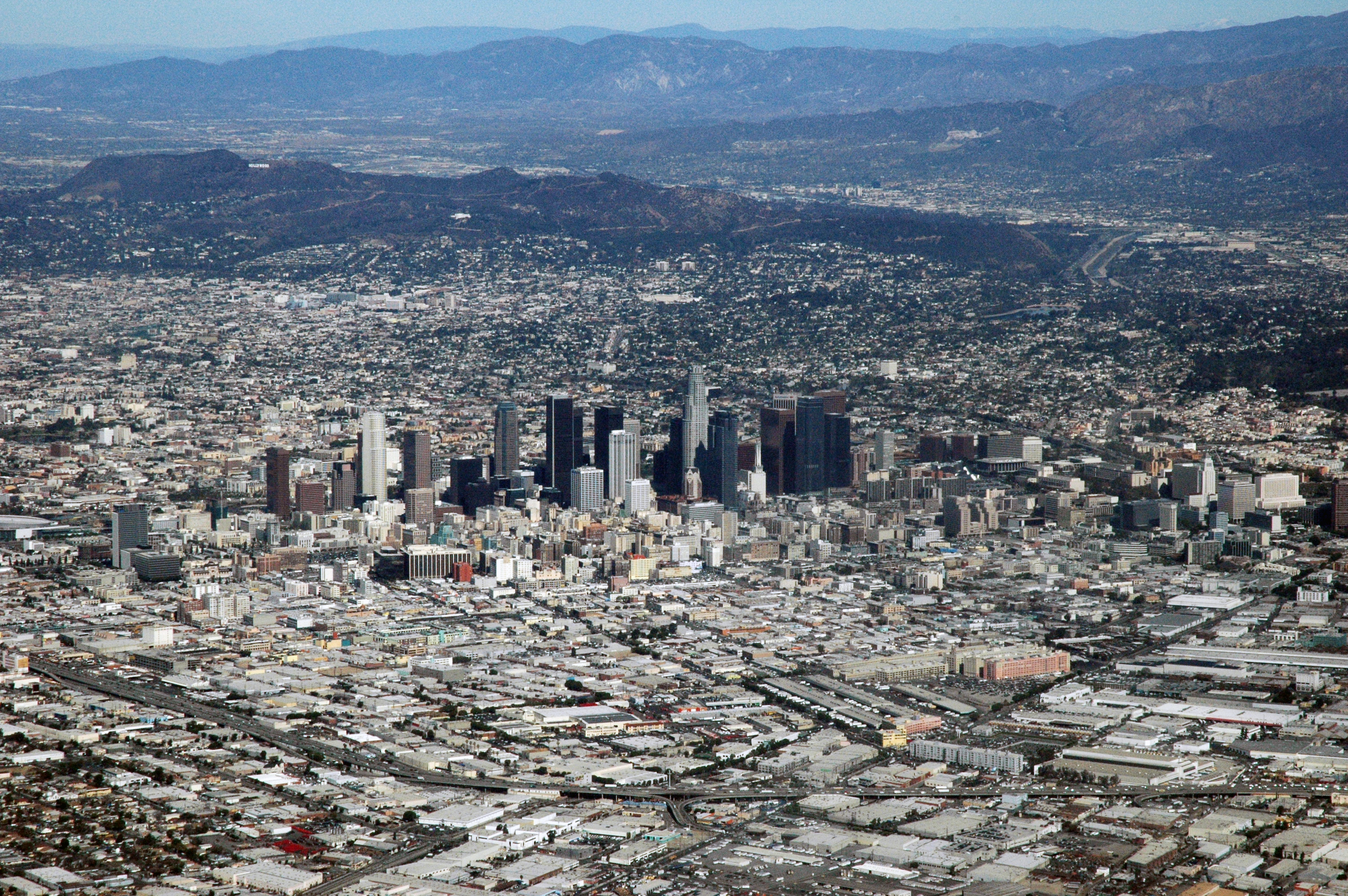
洛杉矶市中心，大洛杉矶地区的中心商务区

根据2010年美国人口普查，这一地区所有人口超过6万的城市列表：
| - 洛杉矶：379万2621 - 长滩：46万2257 - 阿纳海姆：33万6265 - 圣安娜：32万4528 - 欧文：21万2375 - 格伦代尔：19万1719 - 亨廷顿比奇：18万9992 - 圣塔克拉利塔：17万6320 - 加登格罗夫：17万883 - 兰开斯特：15万6633 - 棕榈谷：15万2750 - 波莫纳：14万9058 - 托伦斯：14万5438 - 帕萨迪纳：13万7122 - 橙市：13万6416 - 富勒顿：13万5161 | - 艾尔蒙地：11万3475 - 唐尼：11万1772 - 科斯塔梅萨：10万9960 - 英格尔伍德：10万9673 - 西柯汶纳：10万6098 - 诺沃克：10万5549 - 伯班克：10万3340 - 康普顿：9万6455 - 南门：9万4396 - 米申维耶霍：9万3305 - 卡森：9万1714 - 圣莫尼卡：8万9736 - 威斯敏斯特：8万9701 - 惠提尔：8万5331 - 纽波特比奇：8万5186 | - 霍桑：8万4293 - 阿罕布拉：8万3089 - 普安那公园：8万零530 - 莱克伍德：8万零48 - 森林湖：7万7264 - 贝尔弗劳尔：7万6616 - 塔斯廷：7万5540 - 鲍德温公园：7万5390 - 林伍德：6万9772 - 雷东多海滩：6万6748 - 约巴林达：6万4234 - 圣克莱门特：6万3522 - 皮科里韦拉：6万2942 - 蒙提贝罗：6万2500 - 蒙特利公园：6万零269 |

#### 里弗赛德–圣贝纳迪诺–安大略都市统计区

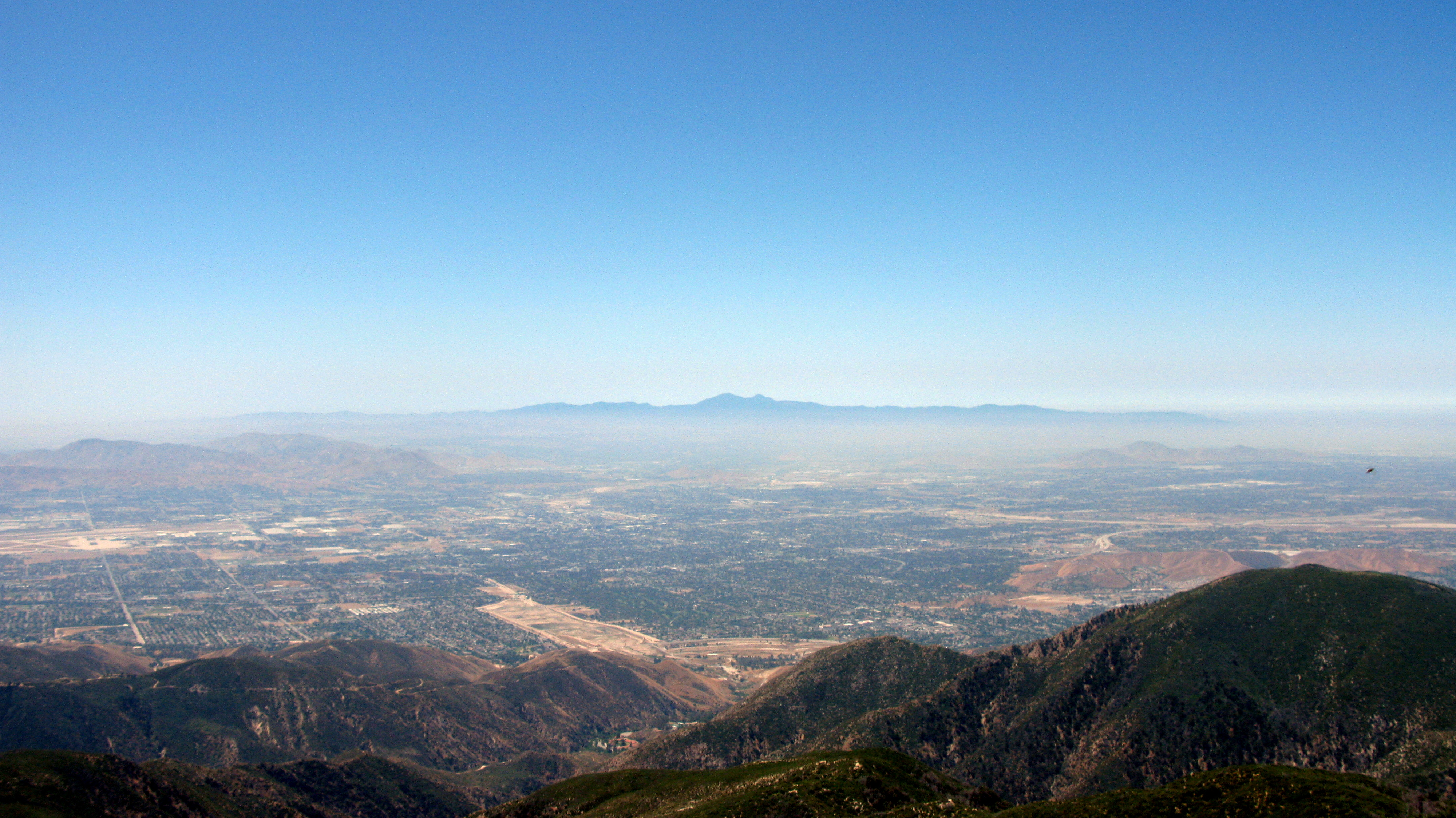
圣贝纳迪诺山谷

根据2010年美国人口普查，这一地区所有人口超过6万的城市列表：
| - 里弗赛德：30万3871 - 圣贝纳迪诺：20万9924 - 方塔纳：19万6069 - 莫雷诺谷：19万3365 - 库卡蒙格牧场：16万5269 - 安大略：16万3924 - 科洛纳：15万2374 - 维克多维尔：11万5903 - 穆列塔：10万3466 - 特曼库拉：10万零97 | - 里亚托：9万9171 - 希斯皮里亚：9万零173 - 赫米特：7万8657 - 奇诺：7万7983 - 印第奥：7万6036 - 奇诺岗：7万4799 - 阿普兰：7万3732 - 苹果谷：6万9135 - 雷德兰兹：6万8747 |

#### 奥克斯纳德–绍曾德奥克斯–文图拉都市统计区

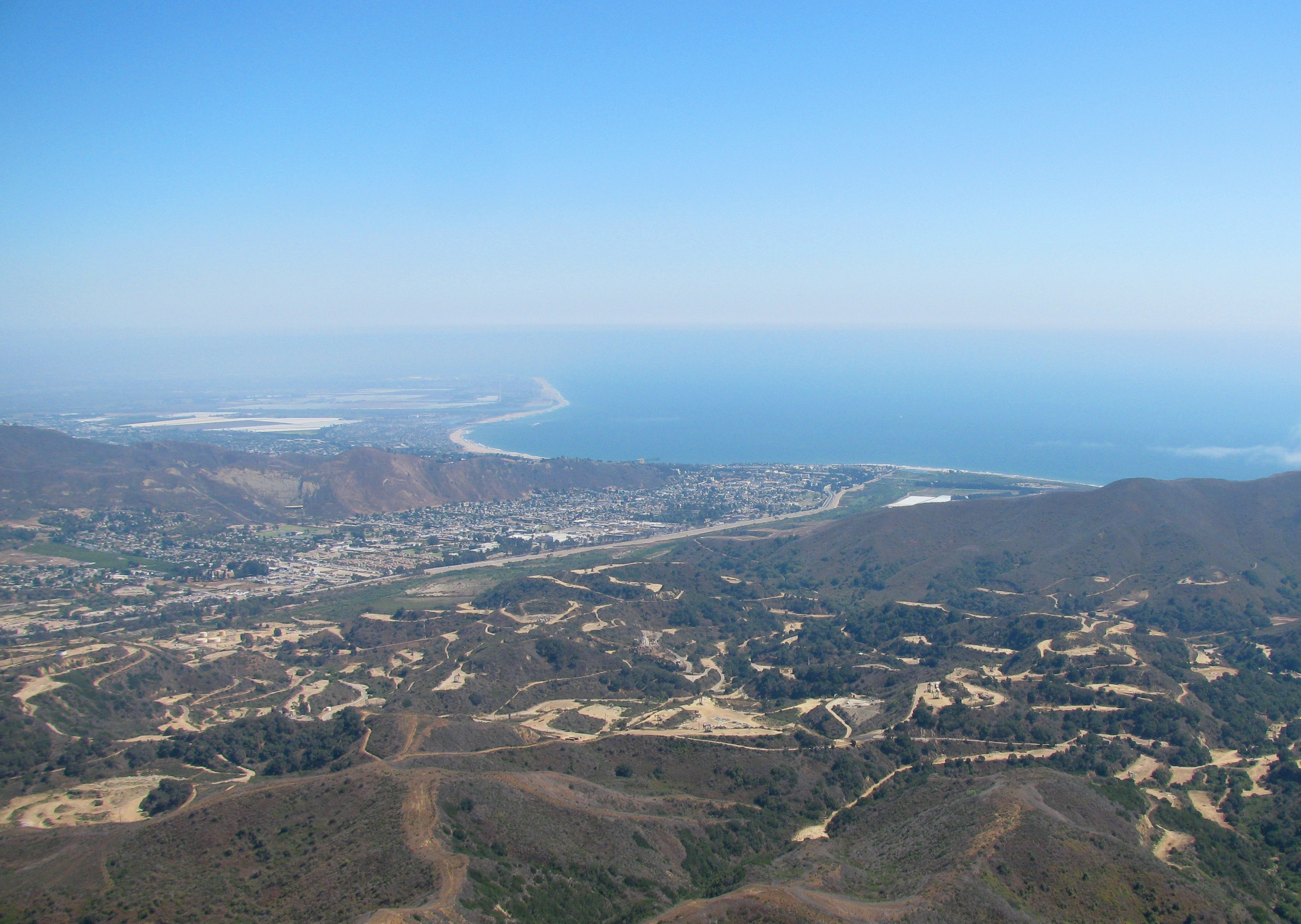
文图拉都市统计区海岸

| - 奥克斯纳德：19万9943 - 绍曾德奥克斯：12万7984 - 西米谷：12万5814 - 文图拉：10万8787 - 圣巴巴拉：8万9045 - 卡马里奥：6万5895 - 穆尔帕克：3万4779 - 戈利塔：2万9888 - 圣保拉：2万9321 | - 卡拉巴萨斯：2万3058 - 怀尼米港：2万1723 - 阿古拉山：2万零630 - 菲尔莫尔：1万5002 - 卡平特里亚：1万3040 - 马利布：1万2736 - 西湖村：8270 - 奥海镇：7461 - 隐山：1856 |

### 人口统计
| 调查年       | 人口       | 备注 | %±     |
| ------------ | ---------- | ---- | ------ |
| 1900         | 250,187    |      | —      |
| 1910         | 648,316    |      | 159.1% |
| 1920         | 1,150,252  |      | 77.4%  |
| 1930         | 2,597,066  |      | 125.8% |
| 1940         | 3,252,720  |      | 25.2%  |
| 1950         | 4,934,246  |      | 51.7%  |
| 1960         | 7,751,616  |      | 57.1%  |
| 1970         | 9,972,037  |      | 28.6%  |
| 1980         | 11,497,486 |      | 15.3%  |
| 1990         | 14,531,529 |      | 26.4%  |
| 2000         | 16,373,645 |      | 12.7%  |
| 2010         | 17,877,006 |      | 9.2%   |
| 2012年估计   | 18,238,998 |      | 2.0%   |
| 历史数据来源 |            |      |        |

根据2000年美国人口普查，整个大洛杉矶地区约有1637万3645居民。其中55.1%是白人（39%是非西班牙裔白人），21%是其他种族，10.4%是亚裔，7.6%是非裔，4.7%是混血，0.9%是美洲土著，0.3%是太平洋岛屿居民。并且40.3%的居民有西语裔血统。31%（约506万8千人）的居民是在其他国家出生的，这其中又有62.1来自于拉丁美洲国家，28.9%来自亚洲，6%来自欧洲，3%来自其他国家和地区。另外，占总人数约20.2%的居民是在美国其他州出生的。

## 南方地区
虽然对大洛杉矶地区内并没有做过正式的区域划分，但《洛杉矶时报》曾将其划分为以下地区：
- 洛杉矶国家森林
- 安特洛普谷（英语：Antelope Valley）
- 洛杉矶中心区（包括洛杉矶市中心、好莱坞等）
- 洛杉矶东部地区（英语：East Los Angeles (region)）
- 海湾地区（见南加州门户城市（英语：Gateway Cities））
- 洛杉矶东北地区
- 西北县区（包括圣克拉里塔谷（英语：Santa Clarita Valley））
- 波莫纳谷（英语：Pomona Valley）
- 圣费尔南多谷
- 圣盖博谷

## 政治
大洛杉矶地区是一个政治上较为分化的都市区。从1968年大选直至1988年大选，该地区选举结果为共和党连续6次获胜，不过从1992年开始直至2012年大选，又连续6次由民主党获胜。洛杉矶县是这一地区中人口最多的县，也被视为是民主党的重镇，而橙县则完全相反，成了共和党的重镇，自1940年起每一次总统选举其支持的都是共和党的候选人，另外的文图拉县、圣贝纳迪诺县和里弗赛德县总体来说也偏向共和党较多。

## 经济
大洛杉矶地区是世界第三大城市经济体，仅次于大东京地区和纽约都会区。2010年Greyhill的一份研究表明，洛杉矶都会区拥有约7360亿美元的产值，而另一项统计则显示大洛杉矶地区的产值则达到7706亿美元。
大洛杉矶地区也是除日产汽车（Nissan）和富士汽车（Subaru）外所有亚洲汽车产商驻美国总部的所在地（日产汽车总部搬到了田纳西州）。丰田、本田、马自达、三菱、铃木、现代和起亚汽车的总部都设立在这里。

### 娱乐
作为世界娱乐之都，大洛杉矶地区是世界上最大的旅游目的地之一，其主要看点包括：

#### 海滩

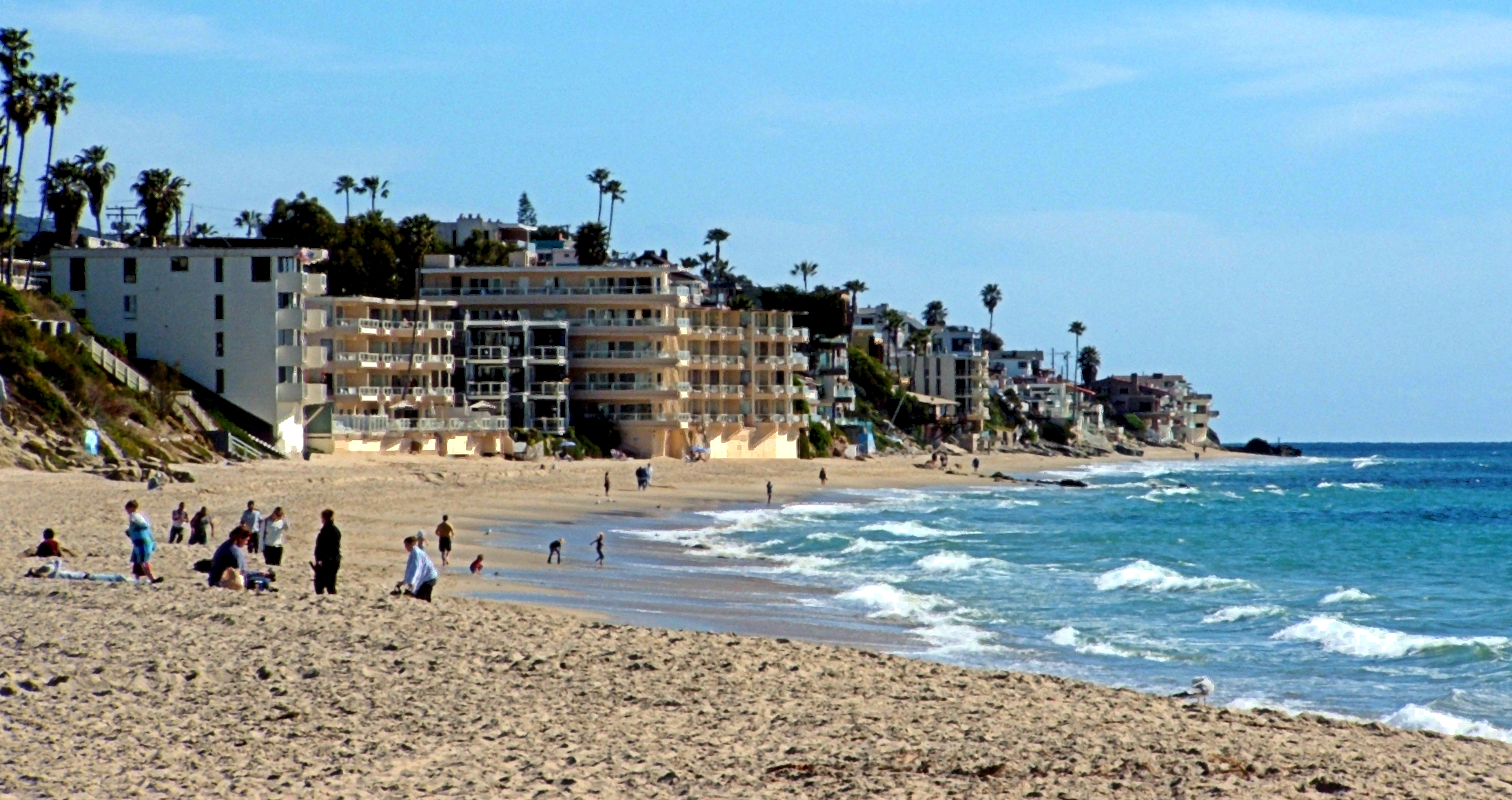
拉古纳海滩很受日光浴爱好者欢迎

| - 威尼斯 - 圣莫尼卡海滩 - 马利布 - 曼哈顿海滩 - 何尔摩沙海滩 - 雷东多海滩 - 贝尔蒙特海岸 | - 亨廷顿州立海滩 - 日落海滩 - 拉古纳海滩 - 博尔萨奇卡州立海滩 - 纽波特海滩 - 圣克莱门特州立海滩 |

#### 购物中心

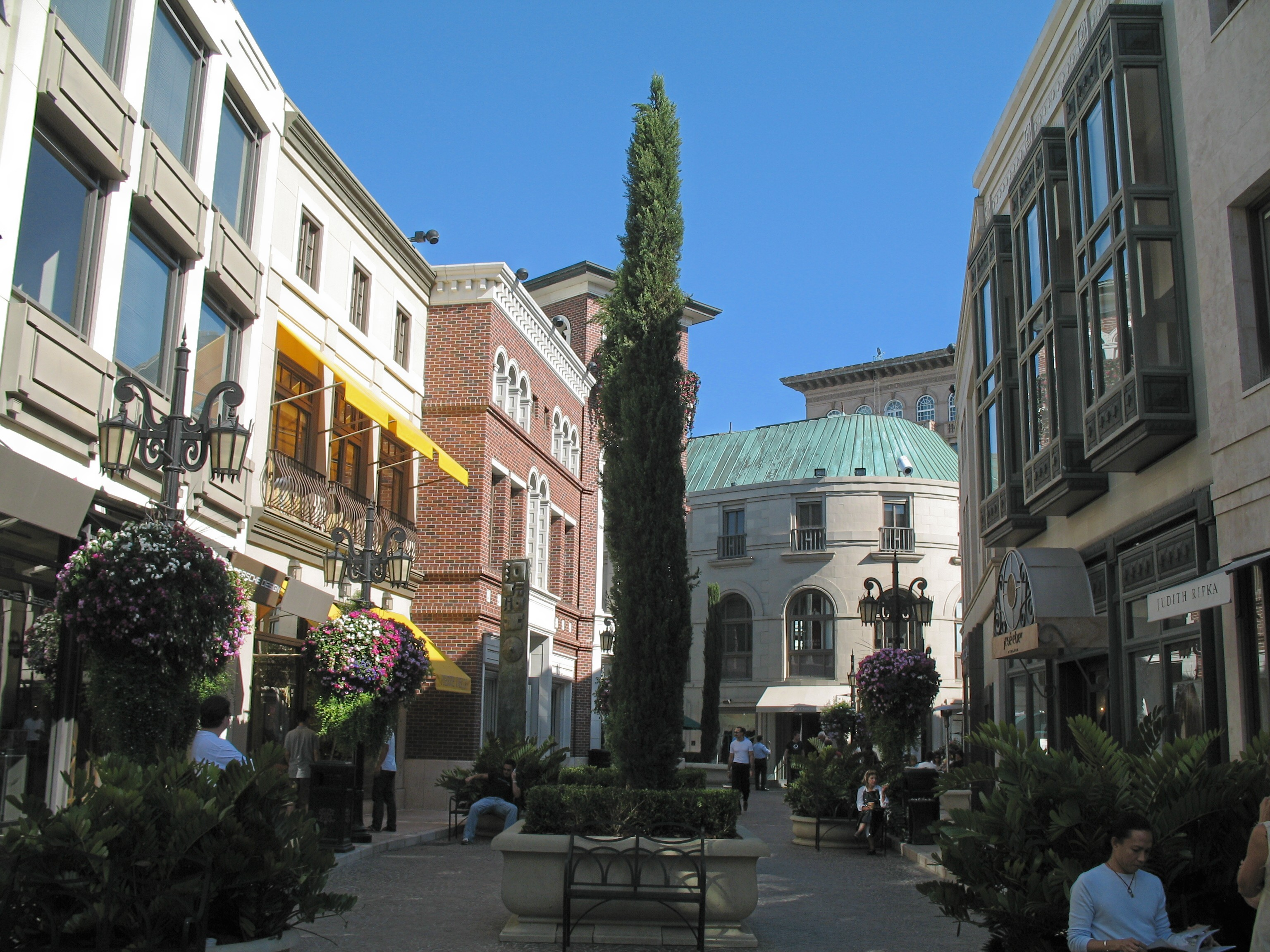
位于比佛利山的罗德欧大道是知名商业购物区

| - 比佛利中心 - 塞里托斯·唐恩中心 - 德尔阿莫时尚中心 - 迪士尼小镇 - 时尚岛 - 格伦代尔广场 - 格罗夫农贸市场 - 好莱坞与高地中心 - 欧文光谱中心 - 奥克斯购物中心 - 安大略米尔斯购物广场 - 橙县畅货中心 - 罗德欧大道 | - 圣莫尼卡广场 - 第三步行街 - 谢尔曼奥克斯广场 - 南湾广场 - 南海岸购物中心 - 霍华德·休斯中心长廊 - 环球新天地 - 韦斯特菲尔德瓦伦西亚镇中心 - 维多利亚花园购物中心 - 韦斯特菲尔德世纪城 - 韦斯特菲尔德主体广场 - 韦斯特菲尔德圣阿尼塔 |

#### 电影制片厂

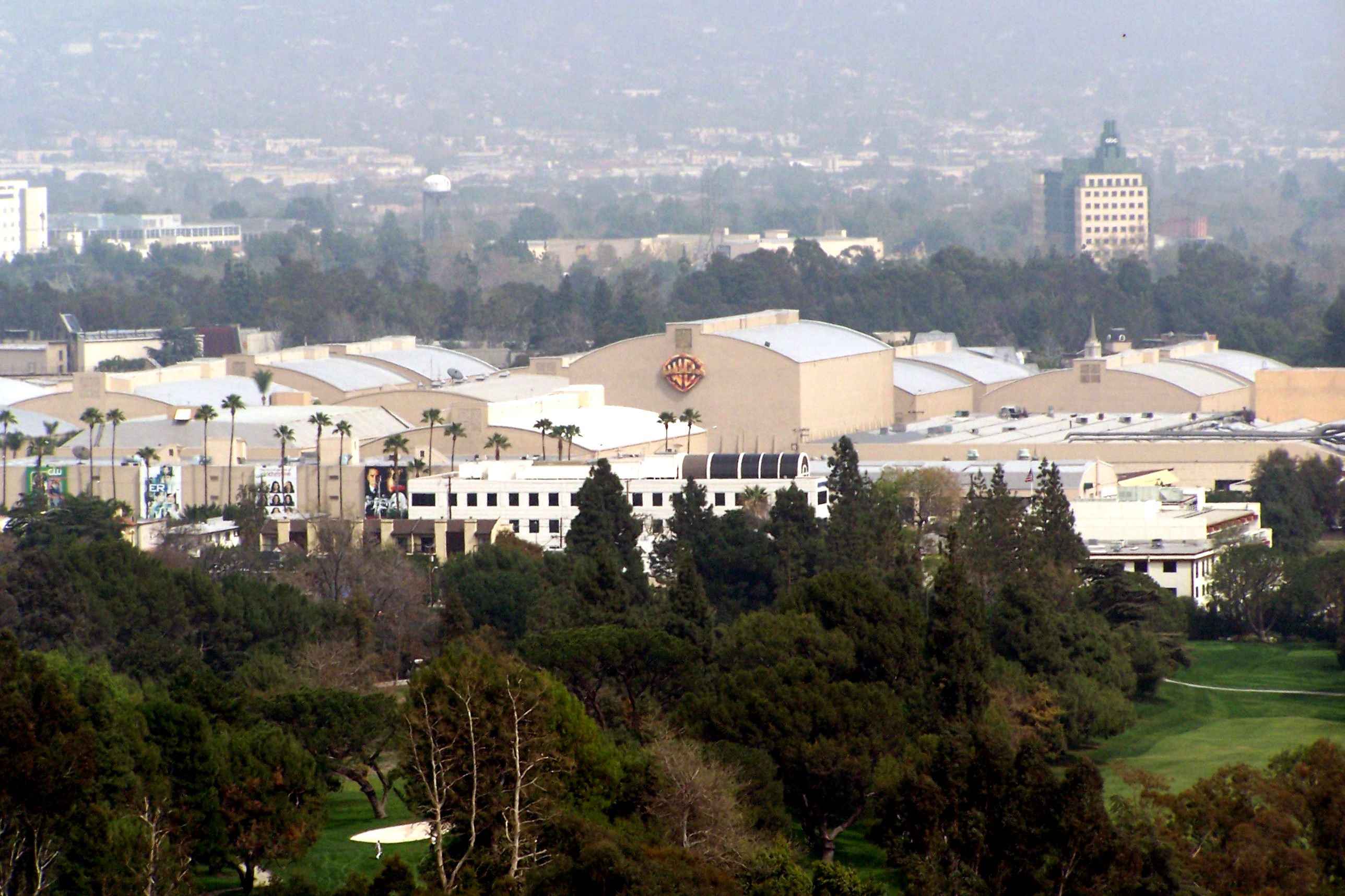
位于圣费尔南多谷中的华纳兄弟制片公司

| - 展望影城 - 哥伦比亚广播公司电视城 - 哥伦比亚广播公司制片中心 - 查理·卓别林工作室 - 派拉蒙电影公司 - 伯班克影城 - 华特迪士尼工作室 - 环球电影公司 - 好莱坞中心影城 | - 20世纪福克斯 - 日落高尔影城 - 日落布朗森影城 - 索尼影视娱乐 - 福克斯电视中心 - 人马影城 - 尼克罗迪恩动画工作室 - 华纳兄弟影城 |

#### 夜生活
| - 洛杉矶现场 - 日落大道 - 好莱坞 - 西好莱坞 | - 第三步行街（圣莫尼卡） - 长滩市中心 - 迪斯尼小镇（阿纳海姆） - 亨廷顿比奇 |

#### 游乐园和主题公园

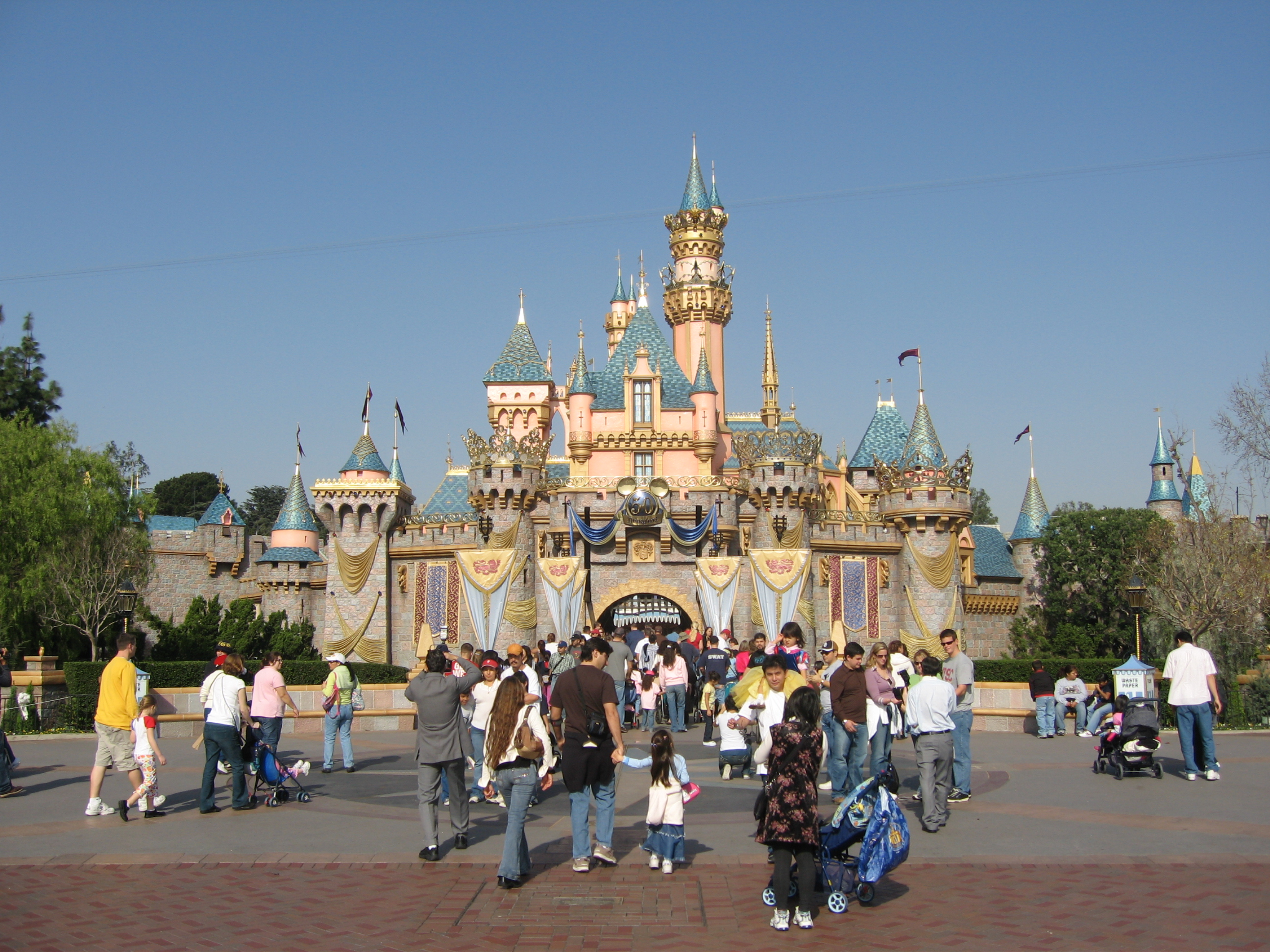
迪斯尼乐园的睡美人城堡

- 迪斯尼乐园
- 迪斯尼加州冒险乐园
- 诺氏果园（英语：Knott's Berry Farm）
- 太平洋公园（英语：Pacific Park）
- 六旗魔法山（英语：Six Flags Magic Mountain）
- 好莱坞环球影城

#### 水上乐园
- 狂潮水上乐园（英语：Raging Waters）
- 诺氏水上乐园（英语：Knott's Soak City）
- 六旗飓风港（英语：Six Flags Hurricane Harbor）

#### 动物园
- 洛杉矶动物园
- 圣安娜动物园（英语：Santa Ana Zoo）
- 橙县动物园（英语：Orange County Zoo）
- 香巴拉自然保护区（英语：Shambala Preserve）

#### 水族馆
- 太平洋水族馆（英语：Aquarium of the Pacific）
- 圣莫尼卡码头水族馆（英语：Santa Monica Pier Aquarium）
- 卡布里洛海洋水族馆（英语：Cabrillo Marine Aquarium）

#### 其它
- 好莱坞露天剧场
- 庞特吉斯剧院（英语：Pantages Theatre (Hollywood)）
- 拉布雷亚沥青坑
- 华特迪士尼音乐厅
- 瓦特大厦（英语：Watts Towers）

## 体育
| 队伍       | 项目     | 联赛                                | 场馆             |
| ---------- | -------- | ----------------------------------- | ---------------- |
| 洛杉矶公羊 | 美式足球 | 国家美式足球联盟 – 国家橄榄球联合会 | 洛杉矶纪念体育场 |
| 洛杉磯閃電 | 美式足球 | 國家美式足球聯盟 – 美國美式足球聯會 | 家得宝中心球场   |
| 洛杉矶道奇 | 棒球     | 美国职棒大联盟 – 国家联盟           | 道奇体育场       |
| 洛杉矶天使 | 棒球     | 美国职棒大联盟 – 美国联盟           | 安那罕天使球场   |
| 洛杉矶湖人 | 篮球     | 国家篮球协会                        | 斯台普斯中心     |
| 洛杉矶快船 | 篮球     | 国家篮球协会                        | 斯台普斯中心     |
| 洛杉矶国王 | 冰球     | 国家冰球联盟                        | 斯台普斯中心     |
| 安那翰鸭   | 冰球     | 国家冰球联盟                        | 本田中心         |
| 洛杉矶银河 | 足球     | 美国职业足球大联盟                  | 家得宝中心球场   |
| 洛杉矶FC   | 足球     | 美国职业足球大联盟                  | 加州銀行體育場   |
| 洛杉矶火花 | 篮球     | WNBA                                | 斯台普斯中心     |